# Ammoxenus amphalodes
Ammoxenus amphalodes is een spinnensoort uit de familie bodemjachtspinnen (Gnaphosidae). De soort komt voor in Zuid-Afrika.